# Man Materiya
Man Materiya – gaun wikas samiti w zachodniej części Nepalu w strefie Lumbini w dystrykcie Rupandehi. Według nepalskiego spisu powszechnego z 2001 roku liczył on 1188 gospodarstw domowych i 8362 mieszkańców (3997 kobiet i 4365 mężczyzn).